# Маргарита Лотарингская
Маргарита Лотарингская (фр. Marguerite de Lorraine, 22 июля 1615[…], Нанси — 13 апреля 1672[…], Париж) — герцогиня Орлеанская, супруга Гастона, младшего брата короля Людовика XIII.
Гастон женился на ней тайно, пойдя против воли короля; Людовик XIII аннулировал их брак, когда о нём стало известно. На смертном одре Людовик разрешил им пожениться. После их повторной свадьбы у Маргариты и Гастона было пятеро детей. Она была мачехой Анны де Монпансье, «Великой Мадемуазели».

## Биография
Маргарита Лотарингская была дочерью Франсуа II, герцога Лотарингии и его супруги Кристины Сальмской. Она выросла в Нанси, столице герцогства её отца. После смерти матери в 1627 году её воспитывала тётя Екатерина Лотарингская, аббатиса Ремирмонского аббатства. Двое из её старших братьев, Карл и Никола, были герцогами Лотарингии.

### Герцогиня
Укрываясь от гнева французского премьер-министра, кардинала Ришельё, герцог Орлеанский Гастон, младший брат и наследник короля Франции Людовика XIII, влюбился в Маргариту Лотарингскую. Однако, поскольку Франция и Лотарингия были врагами, Гастону было отказано в разрешении жениться на сестре герцога Лотарингии Карла IV. Тем не менее, Гастон вернулся в Лотарингию, и на тайной церемонии в присутствии её семьи женился на Маргарите в Нанси в ночь с 2 на 3 января 1632 года. Поскольку предварительно не получил разрешение на брак от своего старшего брата, супруги не могли открыто предстать перед французским двором, и брак оставался тайным.
В ноябре того же года Генрих II, герцог де Монморанси, на эшафоте предал Гастона, раскрыв их тайный брак королю и Ришельё. В сентябре 1634 года в парижском парламенте король признал брак брата недействительным, и, несмотря на протест папы, в сентябре 1635 года Ассамблея французского духовенства утвердила аннулирование на том основании, что принц крови, и в особенности наследник престола, мог вступать в брак только с разрешения короля. Хотя Маргарита и Гастон возобновили свои клятвы перед архиепископом Малина, французский эмиссар убедил папу публично не оспаривать решение короля, и Гастон был вынужден смириться с расторжением брака. Когда в мае 1643 года Людовик XIII пребывал на смертном одре, он простил своего брата и дал разрешение на его брак с Маргаритой. Пару в третий раз поженил архиепископом Парижа в июле 1643 года в Мёдоне. Герцог и герцогиня Орлеанская были наконец приняты при дворе и смогли завести законных детей.
После замужества Маргарита при дворе стала именоваться «мадам». После смерти своей матери в 1642 году Гастон получил Люксембургский дворец, который стал парижской резиденцией пары под названием Орлеанский дворец, когда они вновь снискали королевское расположение. Они также проживали в Шато-де-Блуа, в долине Луары, где родился их первенец в 1645 году. Маргарита, однако, не играла никакой значительной роли при французском дворе, хотя и была хорошо принята после смерти Людовика XIII. Она страдала от агорафобии и редко посещала двор, где её обязанности выполняла её падчерица «Великая Мадемуазель», с которой она не ладила.

### Вдова
Муж Маргариты, который играл главную роль во Фронде против своего племянника, молодого короля Людовика XIV (как и её падчерицы Анны Марии Орлеанской, «Великой Мадемуазели»), был сослан в свой замок в Блуа, где умер в 1660 году. Через некоторое время после смерти её мужа Людовик XIV передал Орлеанское герцогство своему брату (и племяннику Гастона), Филиппу. Будучи «вдовствующей герцогиней Орлеанской», Маргарита продолжала жить в Орлеанском дворце, где и умерла 13 апреля 1672 года. Она была похоронена в базилике Сен-Дени.

## Дети
- Маргарита Луиза Орлеанская (28 июля 1645 — 17 сентября 1721), супруга с 1661 года Козимо III Медичи (1642—1723), великого герцога Тосканского (1670—1723)
- Елизавета Маргарита Орлеанская (26 декабря 1646 — 17 марта 1696), супруга с 1667 года Луи Жозефа Лотарингского (1650—1671), герцога де Гиза (1664—1671)
- Франсуаза Мадлен Орлеанская (13 октября 1648 — 14 января 1664), супруга с 1663 года Карла Эммануила (1634—1675), герцога Савойского (1638—1675)
- Жан Гастон Орлеанский, герцог де Валуа (17 августа 1650 — 10 августа 1652), умер в детстве
- Мария Анна Орлеанская (9 ноября 1652 — 17 августа 1656), умерла в детстве